# Zoi Karangelou
Zoi Karangelou (grekiska: Ζωή Καράγγελου), född 11 mars 2005, är en grekisk konstsimmare.

## Karriär
I maj 2021 vid EM i Budapest var Karangelou en del av Greklands lag som tog silver i fri kombination. I juli 2022 vid junior-EM i Alicante var hon en del av Greklands lag som tog brons i både fri kombination och i highlight. I augusti 2022 vid EM i Rom var Karangelou  en del av Greklands lag som tog brons i fri kombination. Samma månad var hon även en del av Greklands lag som tog brons i highlight vid junior-VM i Québec.
I augusti 2023 vid junior-EM i Funchal tog Karangelou silver i det fria soloprogrammet. I juni 2024 vid EM i Belgrad var hon en del av Greklands lag som tog guld i det fria lagprogrammet samt silver i både det tekniska lagprogrammet och det akrobatiska lagprogrammet. I juni och juli 2024 vid junior-EM i Cottonera tog Karangelou brons i det fria soloprogrammet. Hon var även en del av Greklands lag som tog silver i både det tekniska lagprogrammet och det akrobatiska lagprogrammet samt brons i det fria lagprogrammet. I september 2024 tog Karangelou guld i det fria soloprogrammet vid junior-VM i Lima.